# Moritz Meyer
Moritz Meyer (* 6. November 1821 in Berlin; † 30. Oktober 1893 ebenda) war ein deutscher Arzt und Elektrotherapeut.

## Leben
Meyer studierte an den Universitäten Heidelberg, Berlin und Halle Medizin. 1844 wurde er in Halle mit der Dissertation De rupturis uteri et vaginae promoviert.
Meyer wirkte ab 1845 als praktischer Arzt in Berlin und ab 1854 als Facharzt für Elektrizität und Nervenkrankheiten. Zudem wurde er 1864 zum Sanitätsrat und 1874 zum Geheimen Sanitätsrat ernannt. Er schrieb ein Lehrbuch zur Anwendung der Elektrizität in der praktischen Medizin, das über vier Auflagen aktualisiert und 1852 von der medizinischen Gesellschaft in Gent mit einem Preis ausgezeichnet wurde.
Meyer erfand den sogenannten Meyer’schen Unterbrecher zur Prüfung von Muskel- und Nervenreaktionen und entdeckte 1854 Lähmungserscheinungen, die sich auf den regelmäßigen Gebrauch bleihaltigen Schnupftabaks zurückführen ließen.

## Werke (Auswahl)
- De rupturis uteri et vaginae: una cum duobus casibus rupti in partu uteri et rupta vaginae, Halle an der Saale 1844 (Dissertation).
- Die Electricität in ihrer Anwendung auf practische Medicin, Hirschmann, Berlin 1854; 2. gänzlich überarbeitete und vermehrte Auflage, 1861.; 3. Auflage, 1868 (erschien New York 1869 und 1872 auch in englischer Übersetzung); 4. Auflage 1883.